# Skotsk rätt

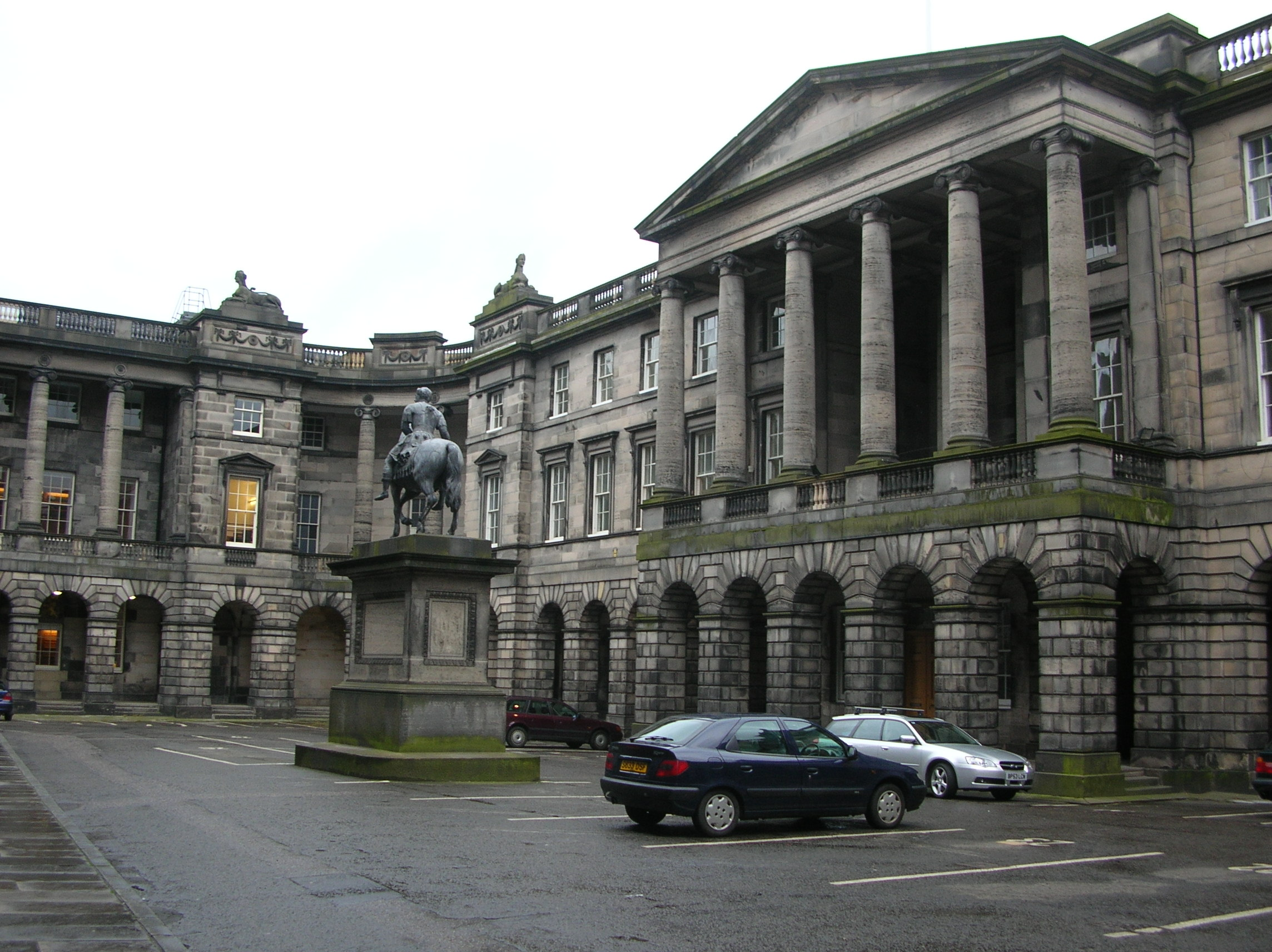
Sedan ajournering av Skottlands parlament år 1707, har Court of Session, landets högsta civilrättslig domstol, haft sitt säte i Parliament House i Edinburgh, det f.d. säte för parlamentet.

Skotsk rätt (engelska: Scots law) är rättssystemet i Skottland. Det betraktas som ett hybrid eller blandat rättssystem, med en blandning av civilrättsliga och sedvanerättsliga element, spårar den sina rötter i ett antal olika historiska källor. Tillsammans med engelsk rätt och Nordirlands rätt är det ett av tre rättssystemen i Förenade kungariket. Den skotska rätten har vissa delar gemensamt med de två andra systemen, men den har också sina egna unika källor och institutioner.
Tidig skotsk rätt inför 1000-talet bestod av en blandning av olika rättsliga traditioner i de olika kulturella grupper som bebodde landet vid den tiden: pikterna, skoter, britanner, anglosaxare och nordmän. Införandet av feodalismen från 1000-talet och utbyggnaden av Konungariket Skottland grundlade fundamentet till den moderna skotska rätten. Den har gradvis påverkades av andra, särskilt kontinentala, juridiska traditioner. Inflytandet av romersk rätt på skotsk rätt var litet och indirekt fram till 1400-talet. Efter denna tid åberopades den romerska rätten ofta i argument inför domstol, om det inte fanns någon ursprunglig skotsk regel för att lösa en tvist. Den romerska rätten var på detta sätt delvis grunden till modern skotsk rätt..
Skotsk rätt erkänner fyra rättskällor: lagstiftning, prejudikat, specifika akademiska skrifter (de så kallade Institutional Writers) och sedvanerätt. Lagstiftning som påverkar Skottland kan antas av skotska parlamentet, Förenade kungarikets parlamentet, EU-parlamentet och EU-rådet. Viss lagstiftning som antogs av Skottlands parlament före 1707 är fortfarande också giltig.
Sedan unionsakterna (1707) har Skottland delat lagstiftande makt med England och Wales (och sedan 1801 med Irland, sedan 1921 endast Nordirland). Skottland behöll ett fundamentalt annorlunda rättssystem jämfört med de andra riksdelarna i Storbritannien, men unionen utövade engelsk inflytande på skotsk rätt. Under senare år har skotsk rätt också påverkats av EU-rätt i enlighet med Europeiska unionens fördrag, kraven i Europakonventionen och återinförandet av det skotska parlamentet som kan stifta lagar inom alla områden som inte uttryckligen reserverats för Förenade kungarikets parlamentet, enligt beskrivningen i Scotland Act 1998.